# Apnenik pri Velikem Trnu
Apnenik pri Velikem Trnu este o localitate din comuna Krško, Slovenia, cu o populație de 24 de locuitori.